# Михново (Воронежская область)
Михново — хутор в Каменском районе Воронежской области России.
Входит в состав Тхоревского сельского поселения

## География

### Улицы
- ул. Красная,
- ул. Центральная.